# Fredrik II av Hessen-Homburg

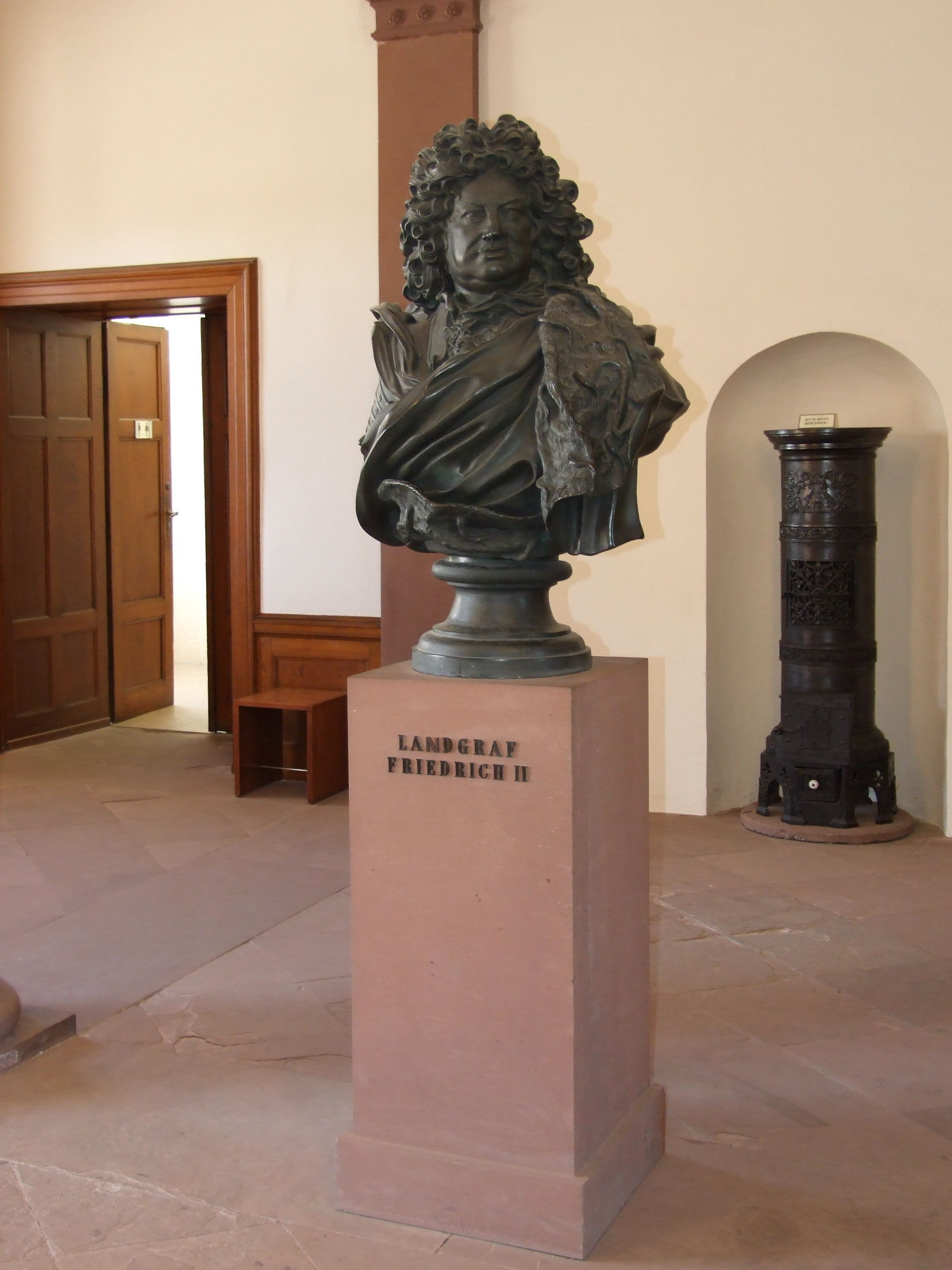
Fredrik II av Hessen-Homburg, porträttbyst av Andreas Schlüter, uppställd av Johann Jacobi i entrén på slottet Bad Homburg).

Fredrik II (Fredrik med silverbenet, tyska Friedrich), född 30 mars 1633, död 24 januari 1708, var en tysk furste, lantgreve av Hessen-Homburg från 1680 till 1708.

## Biografi
Fredrik var son till Fredrik I av Hessen-Homburg och studerade en längre tid vid akademien i Genève. När Karl X Gustav stigit upp på den svenska tronen 1654 skyndade Fredrik till Stockholm och fick av kungen en överstefullmakt och uppdrag att värva ett tyskt kavalleriregemente. Efter många äventyr anlände han till Danzig med sitt regemente och deltog i de polska fälttågen.
Han befordrades då också till generalmajor. År 1657 följde han med kungen till Danmark. Vid Köpenhamns belägring miste han sitt vänstra ben och var tvungen att använda ett konstgjort ben med silverleder. Karl X Gustav hade bestämt att han skulle bli ståthållare i Livland, men efter kungens död lämnade han den svenska tjänsten.
Fredrik gifte sig i Stockholm 1661 med den 30 år äldre Margareta Brahe, som var änka efter greve Johan Oxenstierna. Förmögenheten som han fick vid giftet använde han till att köpa in stora egendomar i Tyskland. Margareta dog 1669 och året efter gifte han om sig med Lovisa Elisabet, dotter till Jakob av Kurland och gick över från den lutherska till den reformerta läran. Samma år gick han även i brandenburgsk tjänst och fick 1672 befälet över samtliga trupper.
I slaget vid Fehrbellin anförde han förtruppen och öppnade striden. 1681 blev han lantgreve sedan hans äldre bröder avlidit utan att efterlämna några manliga avkomlingar. Han var mycket mån om sitt lands utveckling och stödde invandringen av hugenotterna som flytt från Frankrike. Han byggde också den nya staden Homburg. Fredrik ingick 1691 ett tredje äktenskap, med Sofia Sibylla av Leiningen-Heidesheim.
Fredrik är också huvudperson i en pjäs av Heinrich von Kleist, Prinz Friedrich von Homburg, som sedermera tonsattes av Hans Werner Henze i operan Der Prinz von Homburg. Där framställs han dock som en mer vek och romantisk figur än den beslutsamma och praktiska person som han var i verkligheten.

## Skönlitteratur
- Fredrik med silverbenet. I: Ivar Lo-Johansson: Furstarna. Albert Bonniers, Stockholm, 1974. ISBN 91-0-039099-2